# Tabac Royal
Tabac Royal est un tableau réalisé par le peintre français Henri Matisse au premier trimestre 1943. Cette huile sur toile représente un intérieur décoré  dans lequel on remarque à gauche une femme en robe blanche assise sur une chaise, au centre une table où sont posés des fruits et deux vases de fleurs, dont l'un porte une inscription devenue le titre de l'œuvre, et enfin à droite un fauteuil bleu où ont été abandonnées une mandoline et une partition musicale. La peinture est conservée à la pinacothèque Agnelli de Turin, en Italie.